# Marienturm (Frankfurt am Main)

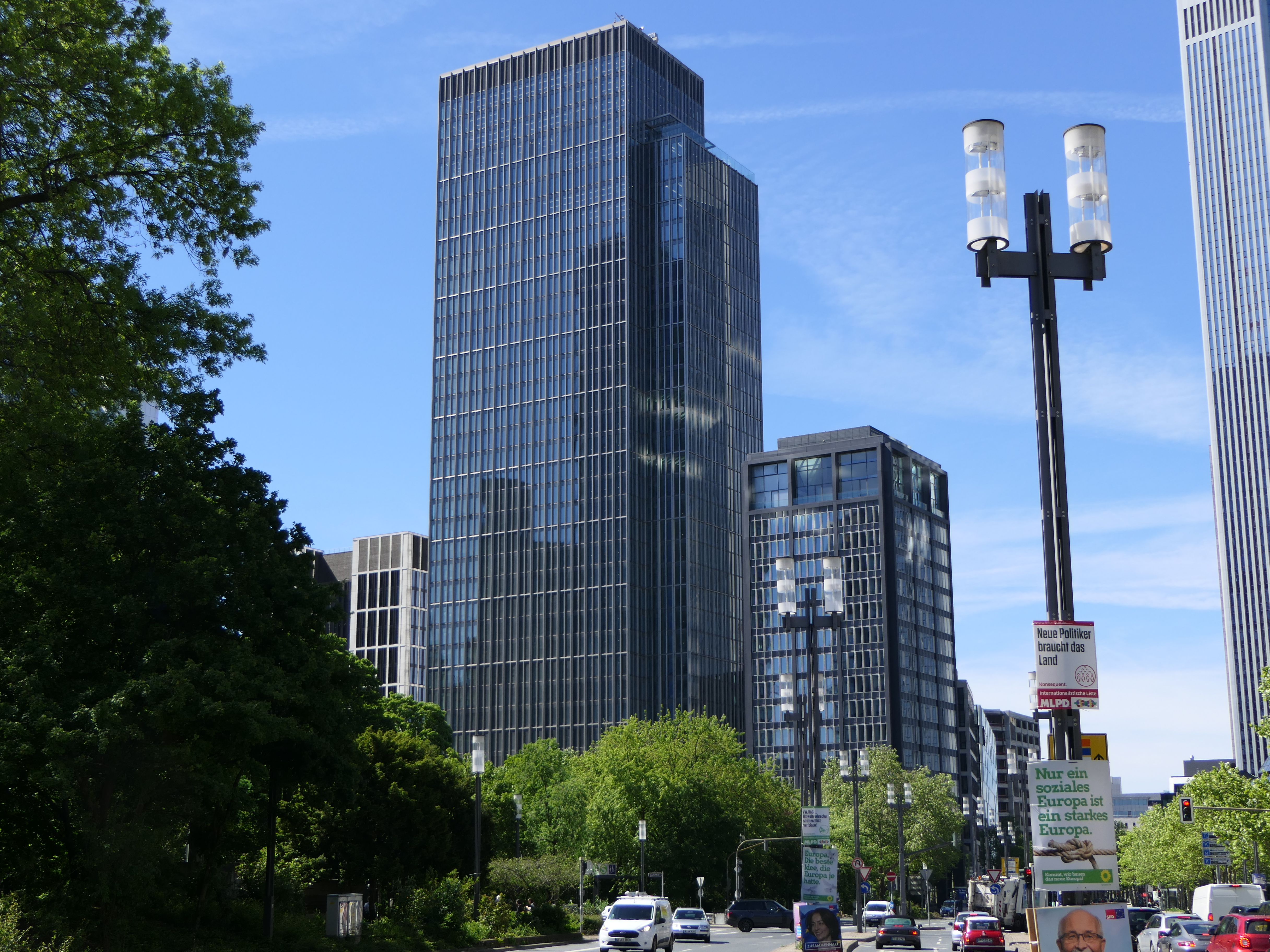
Marienturm im Mai 2019

Der Marienturm ist ein 155 Meter und 38 Geschosse hohes Hochhaus, das von 2015 bis 2019 von dem Frankfurter Immobilienentwickler Pecan Development GmbH an der Taunusanlage 9–10 im Bankenviertel von Frankfurt am Main errichtet wurde. Der Turm steht auf der sogenannten Marieninsel, auf dieser befindet sich auch das Marienforum, ein zehnstöckiges Bürogebäude, und der Marienplatz.

## Planungsgeschichte

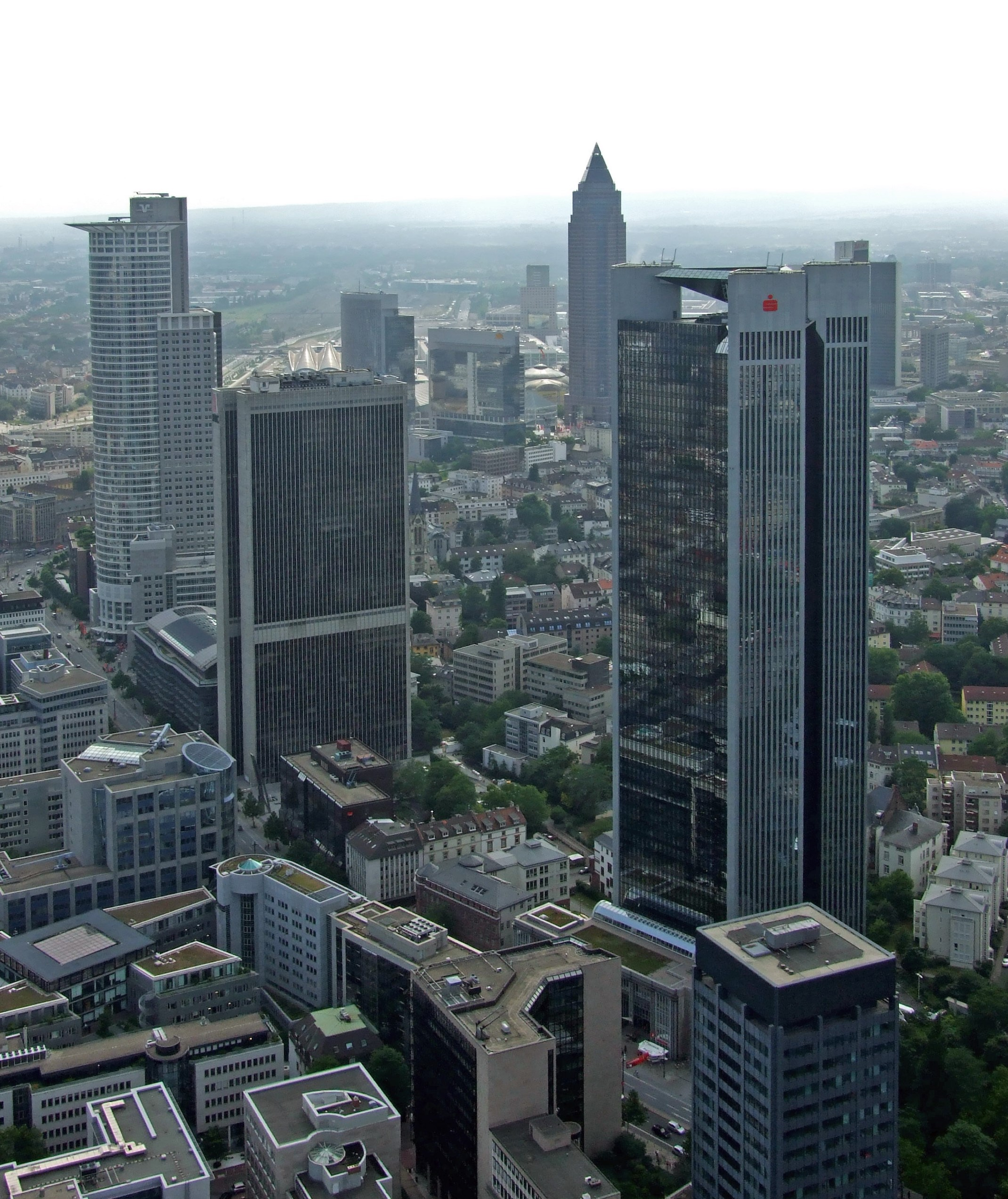
Geplanter Standort: Links neben Taunusanlage 11 (etwa untere Bildmitte)

### Anfänge
2004 wurden Pläne bekannt, das 75 Meter hohe Bürogebäude Taunusanlage 11, gelegen an dem prominenten Schnittpunkt von Taunusanlage und Mainzer Landstraße im Frankfurter Bankenviertel, zugunsten eines 250 Meter hohen Neubaus abzureißen. Die Grundstückseigentümer DekaBank Deutsche Girozentrale, die Immobilienfondsgesellschaft der Deutschen Bank DB Real Estate sowie die Degi, die Managementgesellschaft für offene Immobilienfonds der Dresdner Bank, ließen durch den Frankfurter Architekten Dieter Köhler erste Vorentwürfe erarbeiten, um die städtebaulichen Auswirkungen zu prüfen. Das Projekt erhielt den Namen Marieninsel, benannt nach der angrenzenden Marienstraße.

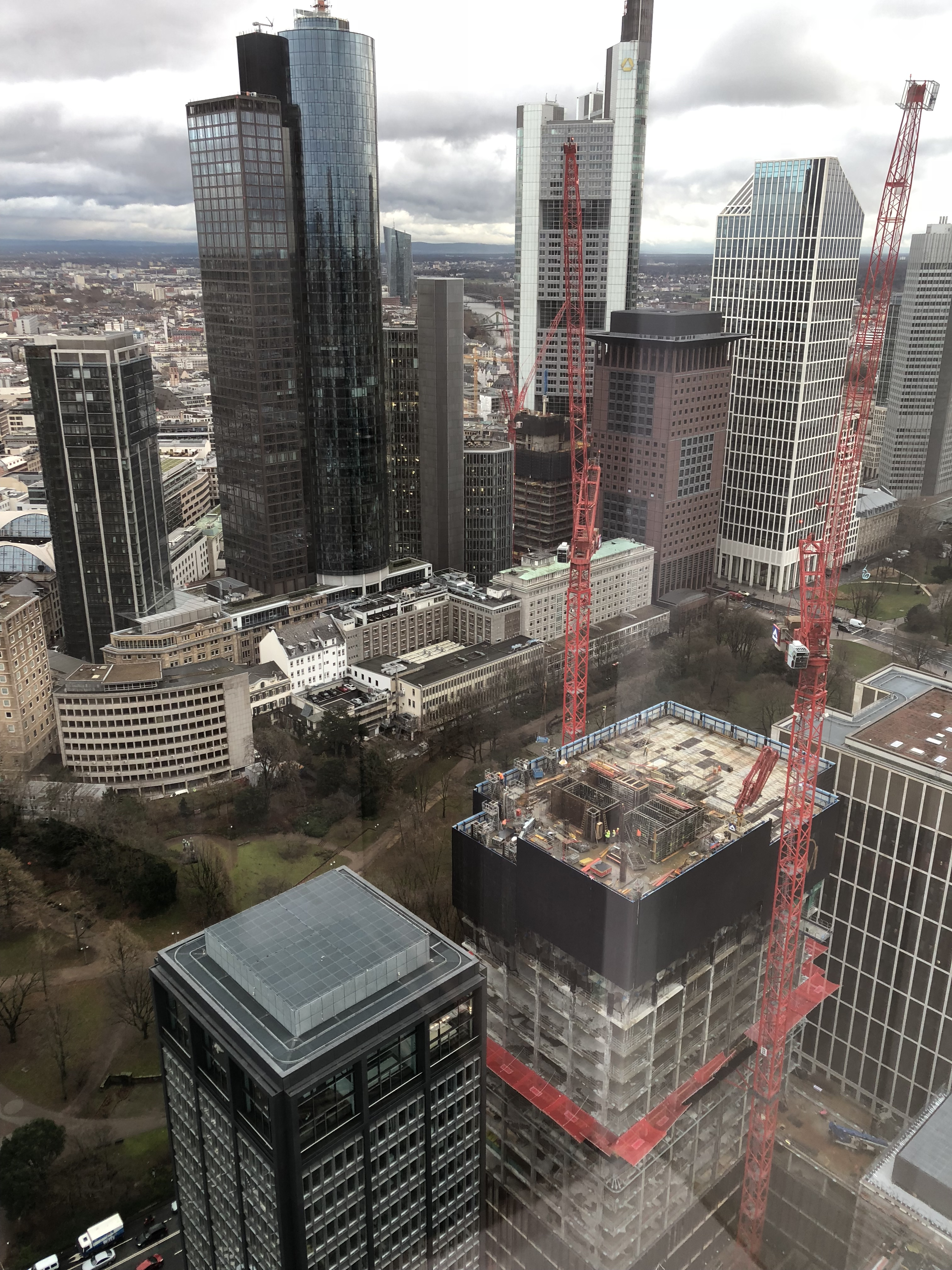
Baufortschritt im Januar 2018 (vorne rechts im Bild, Sicht aus dem Trianon)

2008 wurde der Standort mit einer verringerten Höhe von 210 Metern in den zweiten Hochhausrahmenplan der Stadt Frankfurt aufgenommen, wobei das Architekturbüro Jourdan & Müller zwei Varianten vorschlug: Den Erhalt der Taunusanlage 11 (T11) und eine Platzierung der Marieninsel an die Marienstraße oder aber den Abriss von Taunusanlage 11 und den Bau der Marieninsel an der Ecke Taunusanlage/Mainzer Landstraße.
Letztendlich wurde die erste Variante für das seit 2008 leer stehende Gebäude Taunusanlage 11 gewählt: In den Jahren 2011 bis 2013 wurde das 1972 erbaute Hochhaus saniert und hat nun mit der Anwaltskanzlei Gleiss Lutz einen neuen Hauptmieter, der 2013 eingezogen ist.

### Planung und Bau
Im Juli 2013 erwarb der Baukonzern Hochtief die Baugrundstücke Taunusanlage 9 und 10. Im Frühjahr 2015 wurden diese an einen internationalen Investor weiterverkauft und die Firma Pecan Development mit der Projektentwicklung beauftragt.
Für die geplanten Neubauten (Marienturm und Marienforum) wurde 2015 das ehemalige Bankgebäude der Berliner Handels-Gesellschaft, welches 1954 von Sep Ruf auf dem Grundstück Taunusanlage 10 errichtet worden war, abgerissen, danach bis März 2016 die Gebäude der DekaBank an der Marienstraße 10 und Mainzer Landstraße 5.
Der Entwurf für die beiden Gebäude stammt vom Berliner Büro Müller-Reimann Architekten. Die Flächen im Inneren werden von der Interior-Designerin Patricia Urquiola aus Mailand gestaltet. Im Dezember 2016 erhielten die beiden Gebäude die Baugenehmigung, die Grundsteinlegung für die beiden Gebäude fand am 24. Februar 2017 statt und am 9. August wurde für das Marienforum Richtfest gefeiert. Die voraussichtliche Fertigstellung für das Forum war Anfang 2018 und die des Turms für Anfang 2019 geplant. Am 14. August 2018 wurde das Richtfest für den Turm gefeiert.

### Nutzung
Sowohl Marienturm als auch Marienforum sind überwiegend als Bürogebäude konzipiert, mit etwa 45.450 Quadratmetern Mietfläche im Turm und ca. 11.950 Quadratmetern Mietfläche im Forum. Neben den Büros waren ursprünglich ein Restaurant, eine Cafébar, eine Kindertagesstätte sowie ein Fitness-Studio geplant, von denen nur das Restaurant nicht verwirklicht wurde.
Rund ein Viertel der Flächen im Marienturm sollte von der amerikanischen Investmentbank Goldman Sachs belegt werden.

### Auszeichnungen
Die Projektentwicklung auf der Marieninsel wurde mit mehreren Preisen ausgezeichnet: if Design Award 2017, Iconic Award 2017 (vom Rat für Formgebung), German Design Award 2018 (vom Rat für Formgebung) sowie European Property Award 2017–2018.